# Anchusa pseudoochroleuca
Anchusa pseudoochroleuca là loài thực vật có hoa trong họ Mồ hôi. Loài này được Des.-Shost. mô tả khoa học đầu tiên năm 1941.